# Planquadrat Andalusien
Planquadrat Andalusien was een geheime plek in het zuidelijk deel van Atlantische Oceaan voor Duitse oorlogsschepen tijdens de Tweede Wereldoorlog. De locatie is gelegen op 15° zuiderbreedte, 18° westerlengte.

## Geschiedenis
Tijdens de Tweede Wereldoorlog voerde de Kriegsmarine diverse operaties uit over de hele wereld, waaronder ook in het zuidelijk deel van de Atlantische Oceaan. In dat gebied trachtten de Duitsers de geallieerde koopvaardijschepen tot zinken te brengen. Als uitvalsbasis voor flink wat operaties werd het zogenaamde Planquadrat Andalusien gebruikt. Schepen van de Duitse marine maakte gebruik van deze plek om nieuwe voorraden en brandstof te halen. Het was een van de belangrijkste bevoorradingspunten van de Duitsers in de Atlantische Oceaan.
Onder andere de zware kruiser Admiral Scheer maakte gebruik van deze plek om als uitvalsbasis te dienen voor verdere operaties.